# Vargen (musikgrupp)
Vargen var en svensk popgrupp aktiv i mitten av 1970-talet.
Vargen utgav albumet I original 1975 på Yrkestrubadurernas förening. Gruppmedlemmarna Lorne de Wolfe, Dick Hansson och Claes Palmkvist bildade senare musikgruppen Hansson de Wolfe United.

## Diskografi
- 1975 – I original

## Medlemmar
- Lorne de Wolfe: sång, bas, gitarr, piano med mera
- Dick Hansson: trummor, sång, med mera
- Bo Anders Larsson: sång
- Claes Palmkvist: gitarr, bas, sång
- Olle Ramm: gitarr, bas

### Fotnoter
1. ↑  ”Vargen”. Progg.se. Arkiverad från originalet den 15 augusti 2010. https://web.archive.org/web/20100815040720/http://www.progg.se/samband.asp?viewID=156. Läst 11 januari 2013.
2. ↑  I original / Vargen. Svensk mediedatabas